# Герхард, Иоганн Фридрих
Иоганн Фридрих Герхард (нем. Johann Friedrich Gerhard; 1695 — 1748, Копенгаген) — немецкий художник.
Иоганн Фридрих Герхард приехал в Данию во время правления Кристиана VI и в 1742 году получил звание королевского придворного художника.
Он был не очень продуктивным, но разносторонним художником: рисовал портреты, животных, делал дорогие придворные картины.
Большинство его картин были небольшими и выполнены на меди. Когда Фредерик V в 1748 году одобрил планы Николая Эйтведа по улучшению организации и функционирования датской художественной школы, Герхард стал одним из первых четырёх профессоров Академии. В таком качестве он работал, не оставляя следов своей деятельности, до самой смерти, в середине 1748 года. Его жена, Ева Луиза, пережила его.

## Галерея

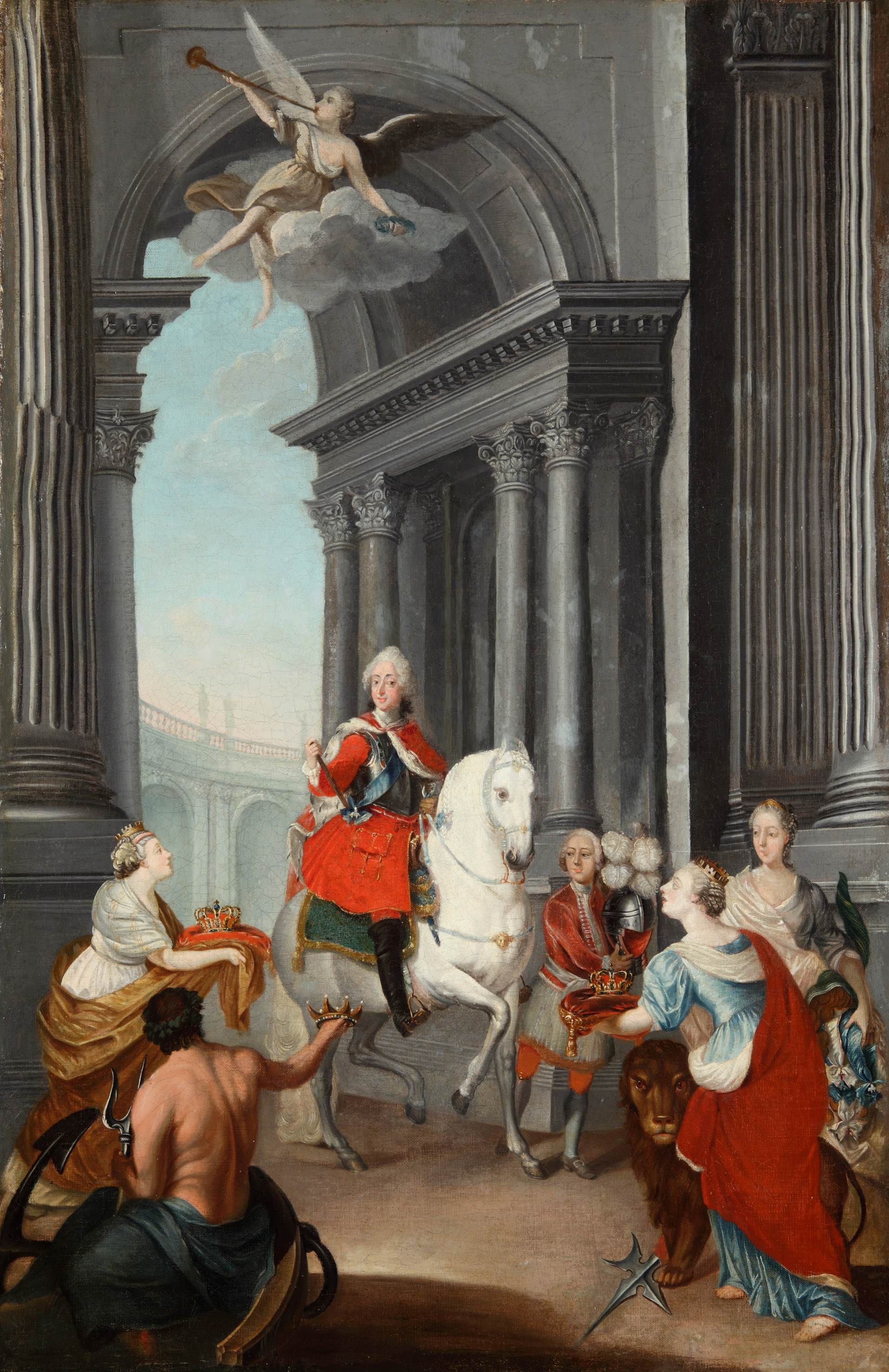
Фредерик V
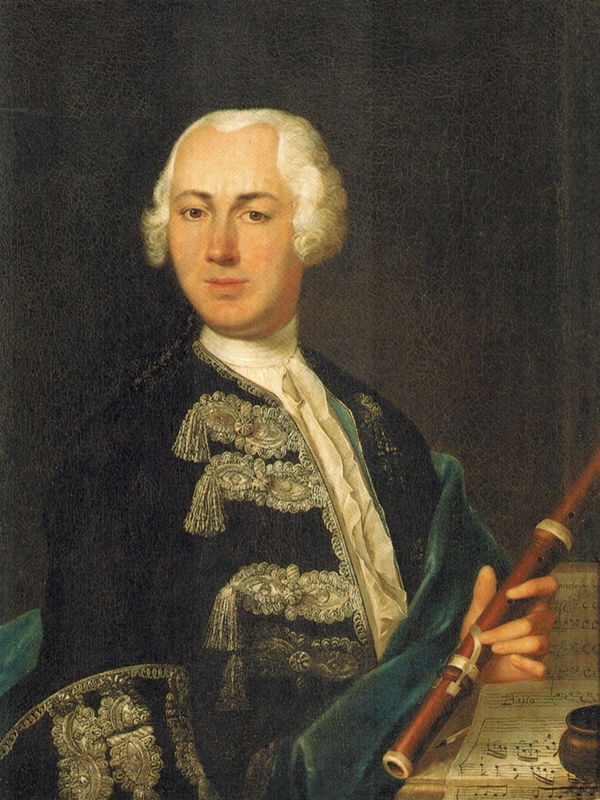
Иоганн Иоахим Кванц
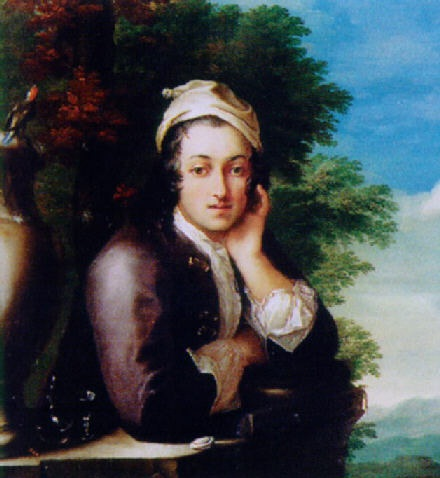
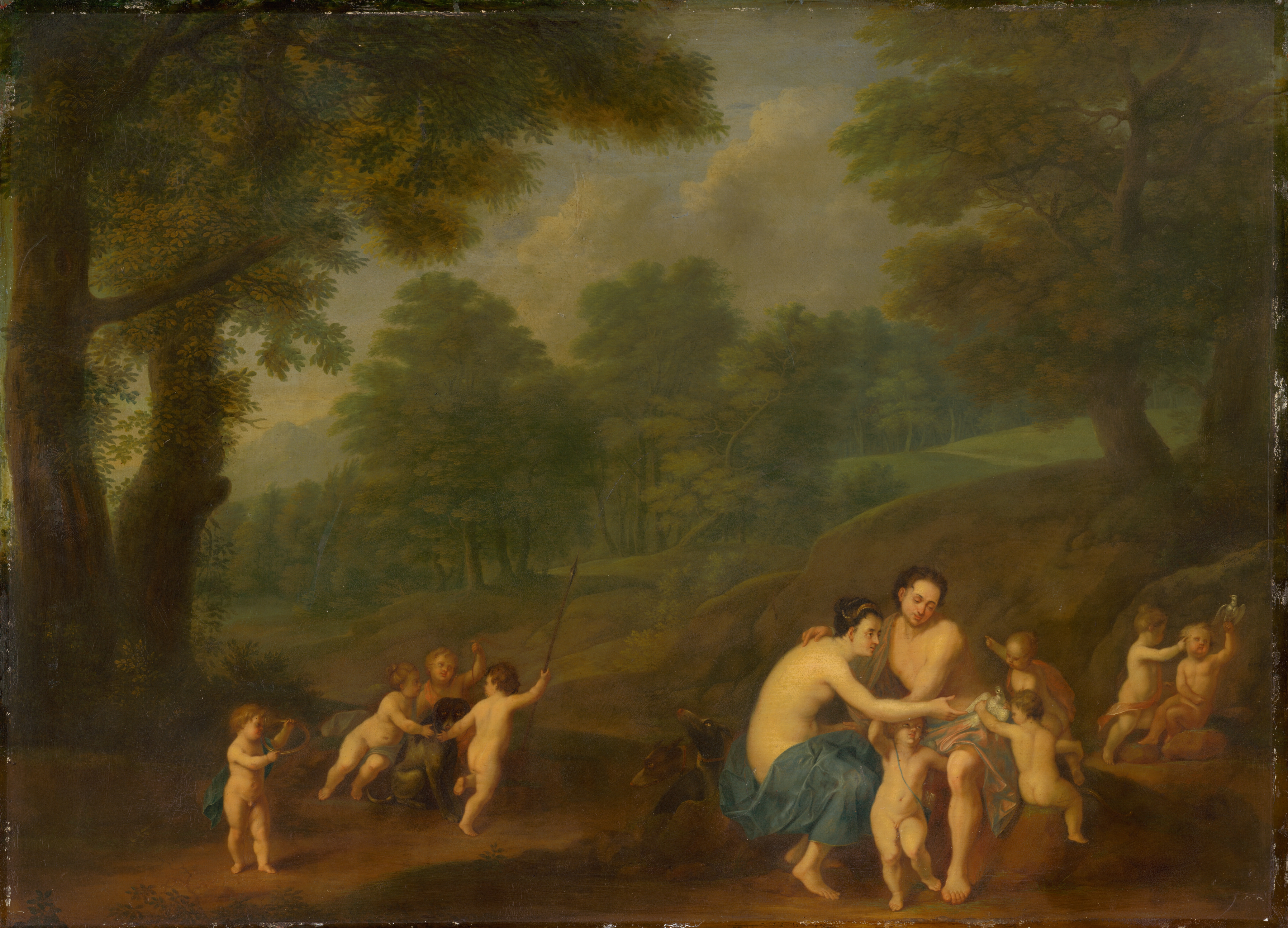
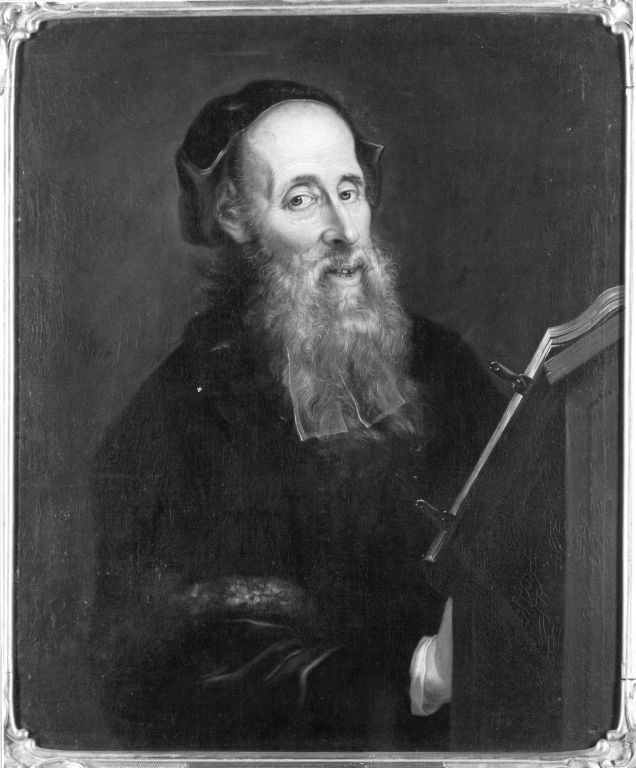
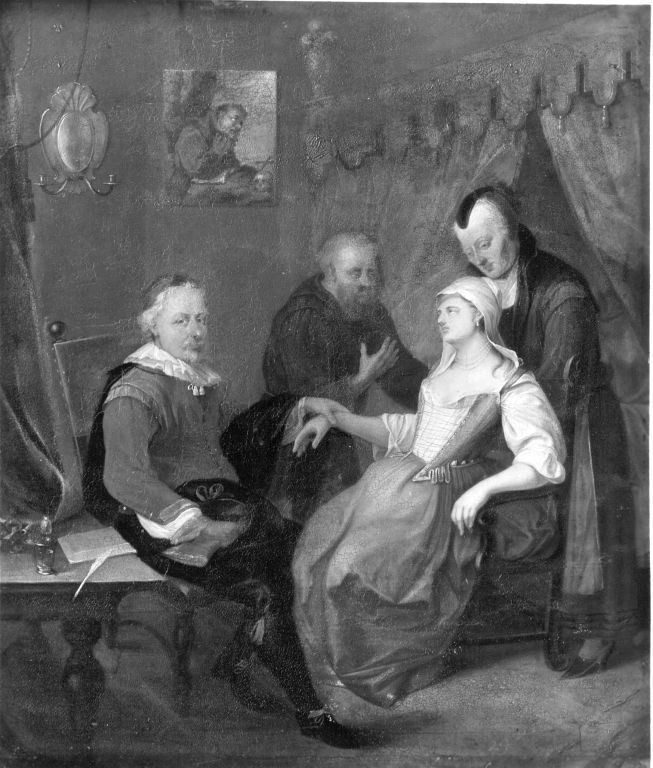